# Xandro Meurisse
Xandro Meurisse, nascido a 31 de janeiro de 1992 em Courtrai, é um ciclista belga, membro da equipa Alpecin-Fenix.

## Palmarés
2013 (como amador)
- 1 etapa do Okolo jižních Čech

2014 (como amador)
- 1 etapa do Tríptico das Árdenas

2016
- 1 etapa dos Quatro Dias de Dunquerque

2018
- Druivenkoers Overijse[2]

2020
- Volta a Múrcia, mais 1 etapa

2021
- Giro del Veneto

## Resultados nas Grandes Voltas e Campeonatos do Mundo
| Carreira           | 2015 | 2016 | 2017 | 2018 | 2019 | 2020 | 2021 |
| ------------------ | ---- | ---- | ---- | ---- | ---- | ---- | ---- |
| Giro d'Italia      | -    | -    | -    | -    | -    | -    | -    |
| Tour de France     | -    | -    | -    | -    | 21   | -    | 29°  |
| Volta a Espanha    | -    | -    | -    | -    | -    | -    | -    |
| Mundial em Estrada | -    | -    | -    | 42º  | -    | -    | -    |